# Faronika
Faronika je lik iz slovenske mitologije. Je bitje v obliki ribe, ki na hrbtu nosi svet.
Riba Faronika, naj bi, kot mitološko bitje, nastopala v s krščanstvom povezani staroslovanski zgodbi o nastanku sveta, v katerem so sprva obstajali le Bog, Sonce in morje.
VIRI:
https://fran.si/iskanje?View=1&Query=faronika odprto 19.8.2024 ob 10.37
https://www.kamra.si/digitalne-zbirke/staroslovanska-faronika-sirene-in-srednjeveska-krscanska-simbolika/ odprto 19.8.2024 ob 10.45